# Stazione di Lioni Valle delle Viti
La stazione di Lioni Valle delle Viti era una fermata ferroviaria ubicata lungo la linea Avellino-Rocchetta Sant'Antonio. Serviva l'omonima contrada e altre frazioni limitrofe nel comune di Lioni, da cui dista circa 4 km.

## Storia
La fermata, situata a metà strada tra Lioni e la zona industriale di Morra De Sanctis, venne attivata negli anni 1950, per il collegamento dell'area circostante. Aveva un limitato traffico passeggeri.
Nel 1982 divenne una fermata impresenziata e nel 1997 venne soppressa, con la rimozione dell'uninca coppia di treni che vi fermava ancora. L'esercizio ferroviario sulla linea è stato sospeso il 12 dicembre 2010, e riattivato a partire dal 2016 per treni turistici.

## Strutture e impianti
La fermata era dotata di un binario passante dotato di marciapiede per il servizio passeggeri.
A seguito del terremoto del 1980, che sconvolse le zone dell'Irpinia, il fabbricato viaggiatori, utilizzato anche come dimora dall'addetto alla fermata e al vicino passaggio a livello, venne ricostruito ed è tuttora visibile.